# Schronisko w Diablej Bramie
Schronisko w Diablej Bramie – schronisko w Dolinie Będkowskiej we wsi Będkowice w województwie małopolskim, w powiecie krakowskim, w gminie Wielka Wieś. Jest to rejon Wyżyny Olkuskiej w obrębie Wyżyny Krakowsko-Częstochowskiej. 

## Opis obiektu
Znajduje się w orograficznie lewych zboczach Doliny Będkowskiej, w górnej skale Czarcich Wrót, 5 m nad wąską asfaltową drogą prowadzącą z Będkowic do dna Doliny Będkowskiej. Jest to tunel o okrągłym przekroju i długości około 6 m. Jego dolny otwór (nad drogą) ma wysokość około 3 m. Dno tunelu stromo wznosi się w górę; górny otwór o wysokości około 2 m znajduje się 3 m wyżej. Ściany tunelu są silnie zwietrzałe.  
Tunel powstał w późnojurajskich wapieniach skalistych w wyniku procesów krasowych. Jest pozostałością większej jaskini, która uległa zniszczeniu w wyniku erozji. Jest suchy, w całości oświetlony rozproszonym światłem słonecznym i w pełni poddany wpływom środowiska zewnętrznego. Namulisko składa się z wapiennego gruzu zmieszanego z iłem. Nacieków brak. Na ścianach rozwijają się glony.
Schronisko po raz pierwszy opisał Kazimierz Kowalski w 1951 r. On też sporządził jego pierwszy plan. W październiku 2009 r. dokumentację wykonał Andrzej Górny, a plan sporządził Marcin Pruc.

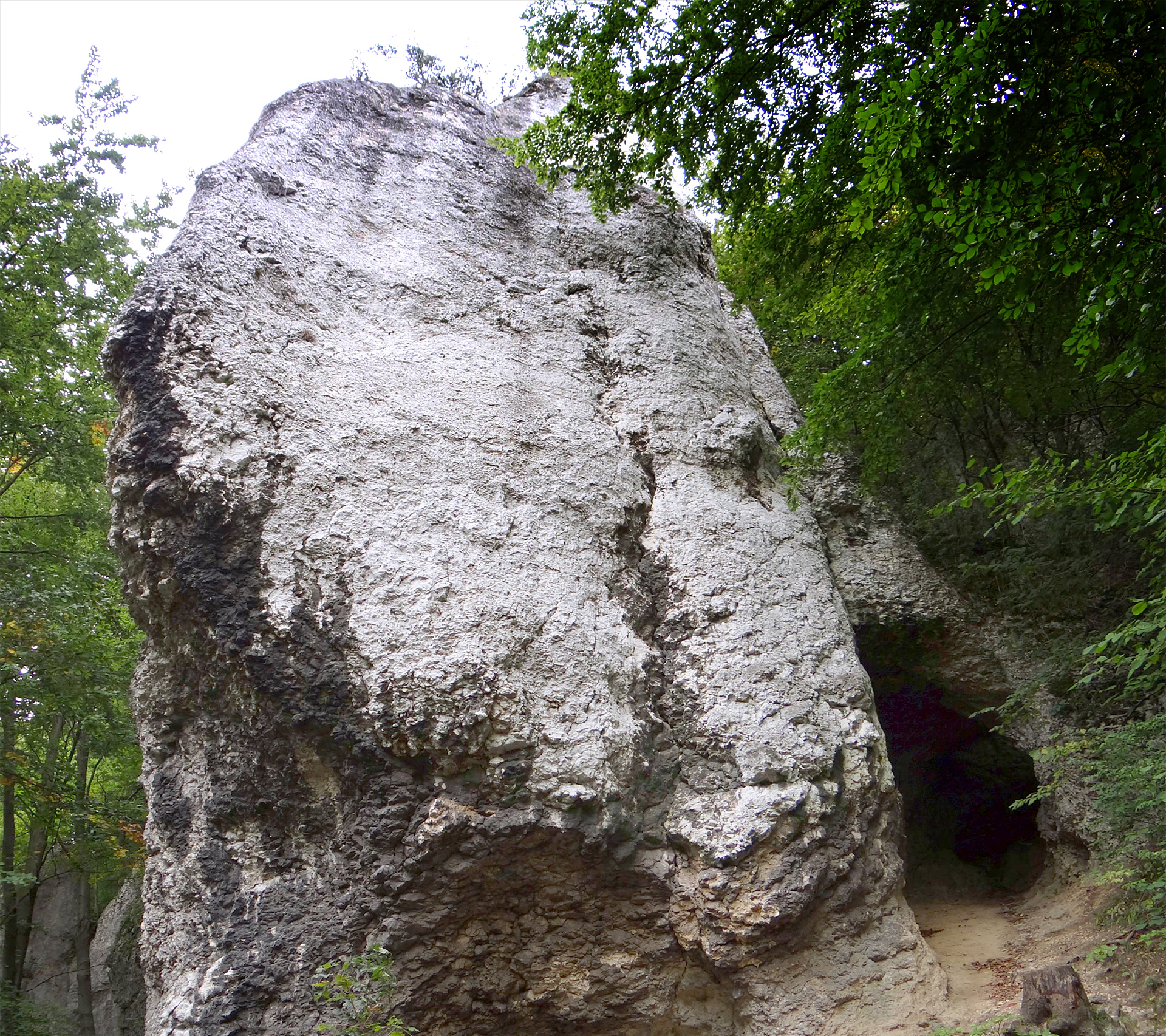
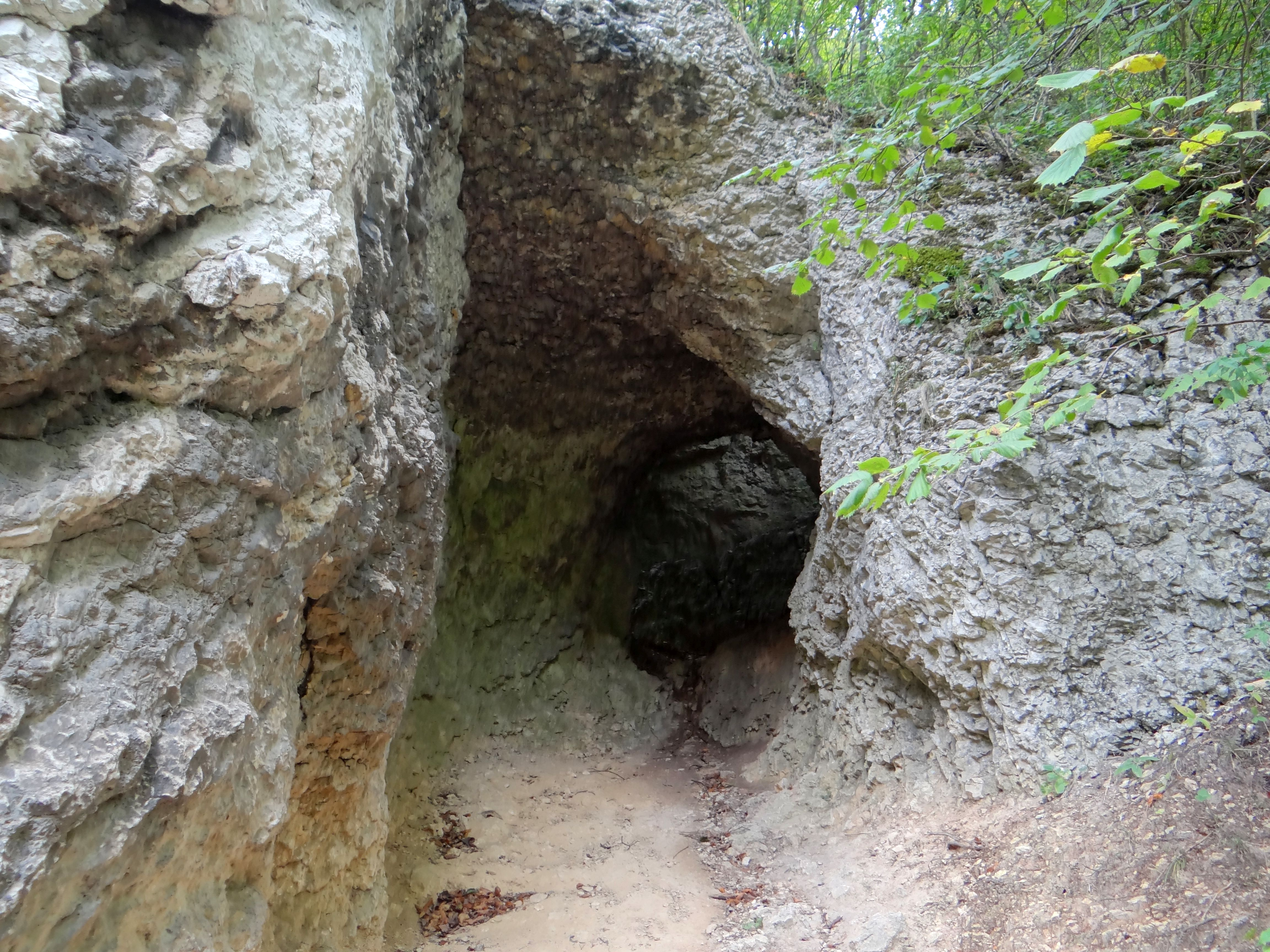
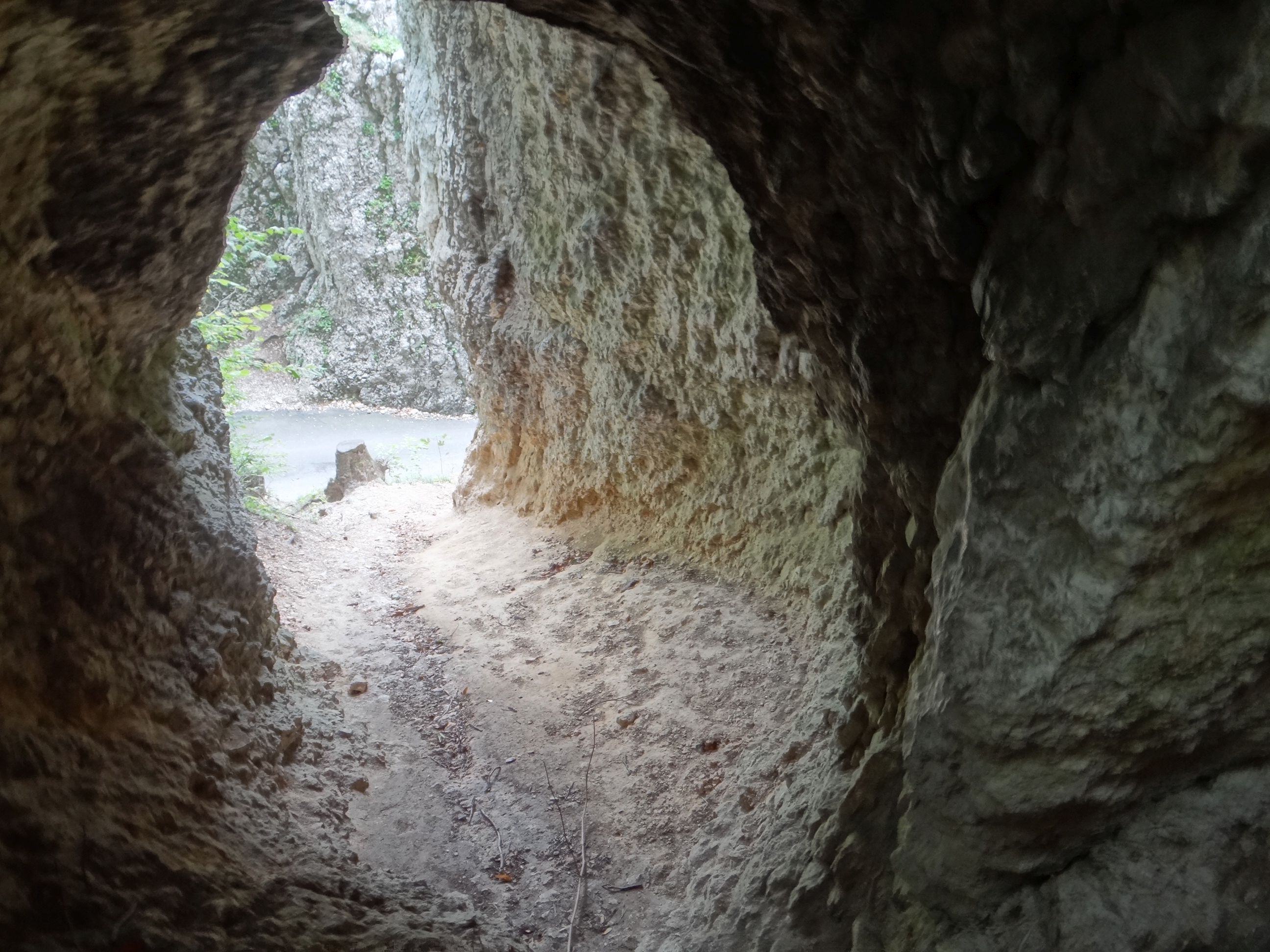
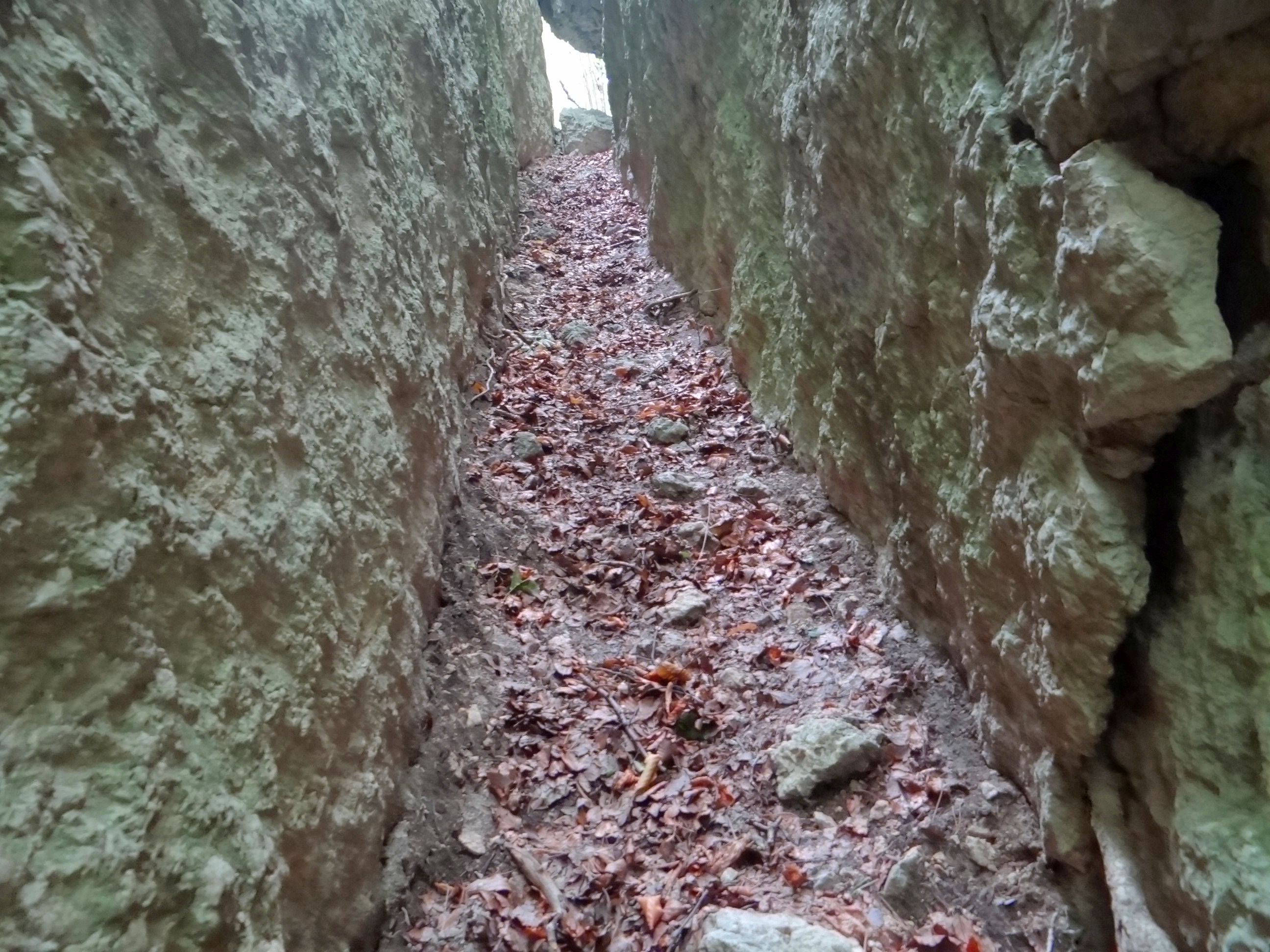